# Bahnstrecke Bütow–Rummelsburg (Pommern)
| Kursbuchstrecke: | 111w (1934) DR 124y (1940) |                          |                          |
| Streckenlänge: | 45,7 km                    |                          |                          |
| Spurweite: | 1435 mm (Normalspur)       |                          |                          |
| |                            |                          |                          |
| \| \| \| von Lauenburg \| \| \| \| \| von Lippusch \| \| \| \| 0,0 \| Bütow \| Bütow \| \| \| \| nach Zollbrück \| \| \| \| 5,8 \| Damsdorf \| Damsdorf \| \| \| 8,5 \| Klein Tuchen \| Klein Tuchen \| \| \| 11,6 \| Groß Tuchen \| Groß Tuchen \| \| \| 18,0 \| Tschebiatkow/Radensfelde \| Tschebiatkow/Radensfelde \| \| \| 22,3 \| Cremerbruch/Kremerbruch \| Cremerbruch/Kremerbruch \| \| \| 27,8 \| Reinwasser \| Reinwasser \| \| \| 33,7 \| Georgendorf \| Georgendorf \| \| \| 37,8 \| Tretenwalde \| Tretenwalde \| \| \| \| von Zollbrück \| \| \| \| 45,7 \| Rummelsburg (Pom) \| Rummelsburg (Pom) \| \| \| \| nach Neustettin \| \| |                            |                          |                          |
| Strecke (außer Betrieb) |                            | von Lauenburg            | von Lauenburg            |
| Abzweig ehemals geradeaus und von links |                            | von Lippusch             | von Lippusch             |
| Kopfbahnhof Strecke ab hier außer Betrieb | 0,0                        | Bütow                    | Bütow                    |
| Abzweig geradeaus und nach rechts (Strecke außer Betrieb) |                            | nach Zollbrück           | nach Zollbrück           |
| Bahnhof (Strecke außer Betrieb) | 5,8                        | Damsdorf                 | Damsdorf                 |
| Haltepunkt / Haltestelle (Strecke außer Betrieb) | 8,5                        | Klein Tuchen             | Klein Tuchen             |
| Bahnhof (Strecke außer Betrieb) | 11,6                       | Groß Tuchen              | Groß Tuchen              |
| Bahnhof (Strecke außer Betrieb) | 18,0                       | Tschebiatkow/Radensfelde | Tschebiatkow/Radensfelde |
| Haltepunkt / Haltestelle (Strecke außer Betrieb) | 22,3                       | Cremerbruch/Kremerbruch  | Cremerbruch/Kremerbruch  |
| Bahnhof (Strecke außer Betrieb) | 27,8                       | Reinwasser               | Reinwasser               |
| Bahnhof (Strecke außer Betrieb) | 33,7                       | Georgendorf              | Georgendorf              |
| Bahnhof (Strecke außer Betrieb) | 37,8                       | Tretenwalde              | Tretenwalde              |
| Abzweig ehemals geradeaus und von rechts |                            | von Zollbrück            | von Zollbrück            |
| Bahnhof | 45,7                       | Rummelsburg (Pom)        | Rummelsburg (Pom)        |
| Strecke |                            | nach Neustettin          | nach Neustettin          |

Die Bahnstrecke Bütow–Rummelsburg (Pommern) ist eine nicht mehr betriebene Eisenbahnstrecke, die innerhalb der heutigen polnischen Woiwodschaft Pommern in südwestlicher Richtung verlief. Sie verband die Kreisstadt Bütow mit der damaligen Kreisstadt Rummelsburg.

## Geographische Lage
Die Bahnstrecke Bütow–Rummelsburg (Pommern) verlief nahe der Grenze zwischen den ehemaligen preußischen Provinzen Pommern und Westpreußen, die zwischen 1920 und 1939 die deutsche Reichsgrenze zum Polnischen Korridor in Pommerellen bildete. Ebenso zog sie sich parallel zur ehemaligen deutschen Reichsstraße 158 hin, die von Lauenburg (Pommern) über Bütow und Rummelsburg (Pommern) bis nach Berlin führte und deren Trasse heute die polnische Landesstraße 20 nutzt.

## Geschichte
Die Stadt Bütow war seit 1884 über Zollbrück (heute polnisch: Korzybie) und Schlawe (Sławno) an die Bahnstrecke Stargard–Danzig der Berlin-Stettiner Eisenbahn-Gesellschaft angebunden. 1901 und 1902 führten weitere Strecken nach Lippusch (Lipusz) und Berent (Kościerzyna) sowie Lauenburg (Pommern). Am 23. November 1909 wurde die Bahnstrecke nach Rummelsburg (Pommern), die dort Anschluss an die 1878 durch die Preußische Ostbahn erbaute Strecke Neustettin–Zollbrück hatte, eröffnet.
Infolge des Zweiten Weltkriegs wurde die Bahnstrecke Bütow–Rummelsburg stillgelegt und teilweise demontiert. Die Polnische Staatsbahn hat sie nicht reaktiviert.